# Незнановиці (Свентокшиське воєводство)
Незнановиці (пол. Nieznanowice) — село в Польщі, у гміні Влощова Влощовського повіту Свентокшиського воєводства.
Населення — 347 осіб (2011).
У 1975-1998 роках село належало до Келецького воєводства.

## Демографія
Демографічна структура на день 31 березня 2011 року:
|          | Загалом | Допрацездатний вік | Працездатний вік | Постпрацездатний вік |
| -------- | ------- | ------------------ | ---------------- | -------------------- |
| Чоловіки | 178     | 40                 | 122              | 16                   |
| Жінки    | 169     | 35                 | 94               | 40                   |
| Разом    | 347     | 75                 | 216              | 56                   |